# Enérgueia
L'enérgueia (en grec ἐνέργεια) és una expressió creada per Aristòtil que indica que quelcom està actuant en el sentit que està tenint la seva finalitat des de si mateix. És un terme tècnic de gran importància en l'obra aristotèlica, sobretot en relació amb la seva teoria de la causalitat eficient. Tot i que és l'origen etimològic de la paraula moderna "energia", el terme ha evolucionat tant durant la història occidental que l'accepció actual ja no és útil per comprendre el sentit original que li dona Aristòtil. No és pas fàcil de trobar una traducció adequada per a aquest concepte. Termes com activitat i actualitat no donen tota la riquesa semàntica de l'energia aristotèlica, que per això alguns tradueixen com "realitat actuant". Aristòtil explica aquest concepte a l'Ètica a Nicòmac i a Metafísica VIII-IX. L'autor afirma que el plaer, contra l'opinió popular que el considera un buit que ha de ser omplert, en realitat consisteix en una enérgueia del cos o l'ànima humans (Llibre X). Així doncs, sosté que menjar és agradable perquè permet que el sistema digestiu humà compleixi plenament la seva funció, que el sexe dona plaer per la mateixa raó respecte de la reproducció, i que activitats tals com l'estudi de les matemàtiques o admirar l'art són agradables perquè són una enérgueia respecte de la ment. Aristòtil compara també enérgueia amb dínamis i hexis en diversos llocs (cf. Ètica a Eudem II.i.1218b i Ètica a Nicòmac I.viii.1098b33) i de vegades amb kínesis (moviment o cert canvi) (cf. Metafísica IX.iii.1047a).